# Granice, Nikšić
Granice este un sat din comuna Nikšić, Muntenegru. Conform datelor de la recensământul din 2003, localitatea are 88 de locuitori (la recensământul din 1991 erau 43 de locuitori).

## Demografie
În satul Granice locuiesc 66 de persoane adulte, iar vârsta medie a populației este de 41,4 de ani (39,6 la bărbați și 43,2 la femei). În localitate sunt 26 de gospodării, iar numărul mediu de membri în gospodărie este de 3,38.
Populația localității este foarte eterogenă.
|  |

| Demografie | Demografie | Demografie |
| An         | Locuitori  | Locuitori  |
| ---------- | ---------- | ---------- |
|            |            |            |
|            |            |            |
|            |            |            |
|            |            |            |
| 1948       | 254        |            |
| 1953       | 261        |            |
| 1961       | 252        |            |
| 1971       | 166        |            |
| 1981       | 72         |            |
| 1991       | 43         | 43         |
| 2003       | 88         | 88         |

| \| Componența etnică conform recensământului din 2003[2] \| Componența etnică conform recensământului din 2003[2] \| Componența etnică conform recensământului din 2003[2] \| Componența etnică conform recensământului din 2003[2] \| Componența etnică conform recensământului din 2003[2] \| \| ----------------------------------------------------- \| ----------------------------------------------------- \| ----------------------------------------------------- \| ----------------------------------------------------- \| ----------------------------------------------------- \| \| \| \| \| \| \| \| Sârbi \| Sârbi \| \| 47 \| 53,4% \| \| Muntenegreni \| Muntenegreni \| \| 37 \| 42,04% \| \| Croați \| Croați \| \| 1 \| 1,13% \| \| necunoscută \| necunoscută \| \| 3 \| 3,4% \| |              |  |    |        |
| Componența etnică conform recensământului din 2003 |              |  |    |        |
| |              |  |    |        |
| Sârbi | Sârbi        |  | 47 | 53,4%  |
| Muntenegreni | Muntenegreni |  | 37 | 42,04% |
| Croați | Croați       |  | 1  | 1,13%  |
| necunoscută | necunoscută  |  | 3  | 3,4%   |